# 379
379 (CCCLXXIX) je bilo navadno leto, ki se je po julijanskem koledarju začelo na torek.

## Dogodki
- 1. januar

## Smrti
- Šapur II., deseti šah iranskega Sasanidskega cesarstva (* 309)